# 도시와 옷에 놓인 공책
《도시와 옷에 놓인 공책》(Aufzeichnungen Zu Kleidern Und Stadten, Notebook On Cities And Clothes)은 독일(구 서독)에서 제작된 빔 벤더스 감독의 1989년 다큐멘터리 영화이다. 빔 벤더스 등이 주연으로 출연하였다.

## 출연

### 주연
- 빔 벤더스
- 야마모토 요지

## 기타
- 음향: 장 폴 뮤젤